# Блек-дез-метал

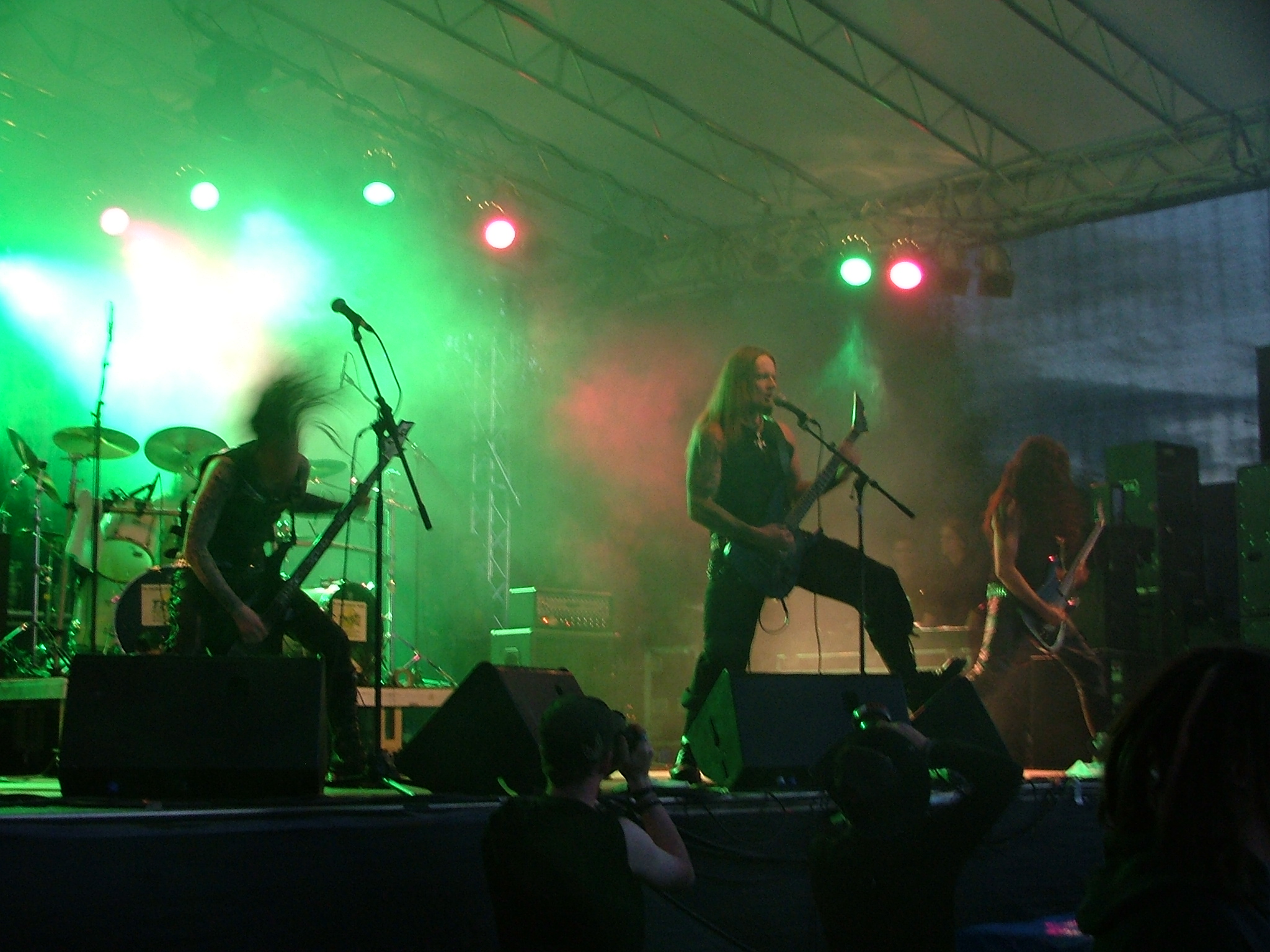
Єден з виконавців напрямку Belphegor

Блек-дез-метал (англ. black/death metal, blackened death metal) — різновид металу, що увібрав в себе елементи блек-металу і дез-металу. Властиві гітарні тремоло і бласт-біти, характерні для блеку, а також техніка виконання, на ударних і гітарах, характерна для дезу. В якості вокалу переважно застосовується гроулінг. Тематика текстів, як і в блек-металі, — переважно антирелігійна, або окультна.

## Історія жанру
Ще на початку формування блек-металу і дез-металу з треш-металу, групи подібні до Hellhammer і Celtic Frost виконували суміш цих жанрів. Однак блек-дез сформувався лише в 1990-х, коли сцени блеку і дезу мали чіткі межі. Іншими провісниками можна назвати дебютні альбоми I.N.R.I. (1987) бразильського гурту Sarcófago і Fallen Angel of Doom (1990) канадського гурту Blasphemy.
Дебютний альбом Rites of the Black Mass (1992) американської групи Acheron, клавішником якої на ранніх етапах був верховний жрець Церкви Сатани Пітер Гілмор, є однією з найбільш ранніх записів в стилі. Шведськими ранніми прикладами є дебютні альбоми The Somberlain (1993) гурту Dissection і The Nocturnal Silence (1993) гурту Necrophobic. З середини 1990-х стиль розвивається європейськими командами Belphegor (Австрія), Panzerchrist (Данія), Hate (Польща), God Dethroned (Нідерланди), Sacramentum (Швеція), Twin Obscenity (Норвегія) та іншими. Також свій внесок зробили американські гурти Angelcorpse і Crimson Thorn (які грали християнський метал). Однак стиль отримав широку популярність лише в 1999 році, з релізами IX Equilibrium норвезької групи Emperor і Satanica польської групи Behemoth.

## Найвідоміші колективи
- Abominator
- Absu
- Abysmal Dawn
- Acheron
- Akercocke
- Allfader
- The Amenta
- Angelcorpse
- Arkhon Infaustus
- Behemoth (після альбому Satanica)
- Belphegor
- Cardinal Sin
- Crionics
- Dawn
- Dawn of Azazel
- Desecration
- Dissection
- Epoch of Unlight
- The Funeral Pyre
- Graveworm
- Goatwhore
- God Dethroned
- Hate
- Hate Eternal
- Hecate Enthroned (Melodic black/Melodic death metal)
- Hypocrisy
- Mörk Gryning
- Myrkskog
- Naglfar (пізні)
- Opera IX (пізні)
- Panzerchrist
- Ruina
- Sacramentum
- Sammath Naur
- Sarcófago (з впливом треш-металу)
- Satariel (ранні)
- Thou Art Lord
- Tristwood
- Unanimated
- Vesania
- V:28
- Zyklon

## В Україні
- 1914
- NordWitch